# 331316 Cavedon
331316 Cavedon este o planetă minoră (asteroid) din centura de asteroizi. A fost descoperită pe 20 aprilie 2006 la  de Vincenzo Silvano Casulli⁠(d) și a fost numită după Mario Cavedon⁠(d). 
Obiectul prezintă o orbită caracterizată de o semiaxă mare de 3,0500544414205 UAi, o excentricitate de 0,0073193759577543, o înclinație de 9,3504155863745 ° în raport cu ecliptica.